# Feuerameisen

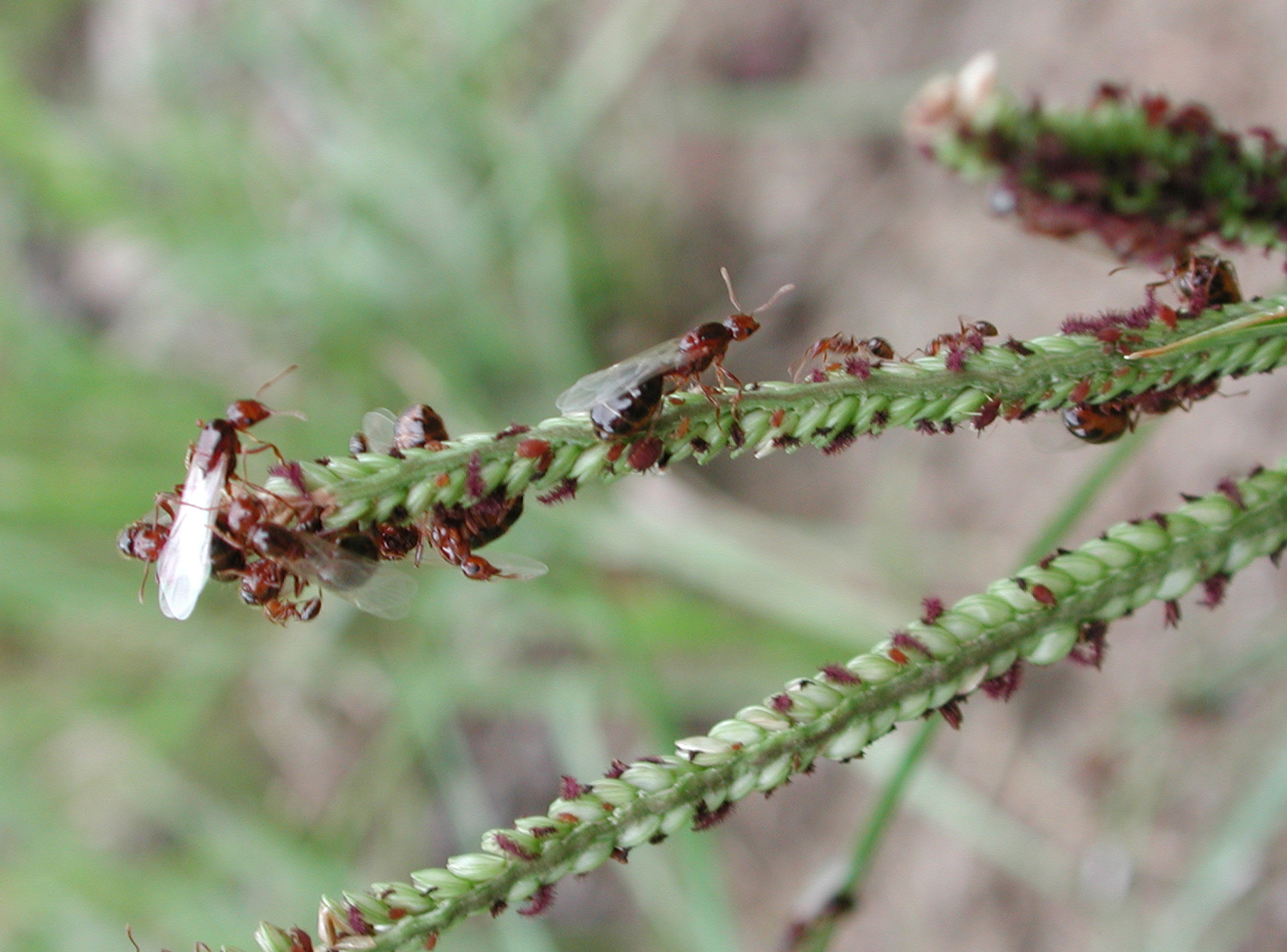
Schwärmende Geschlechtstiere

Solenopsis ist eine Gattung der Ameisen (Formicidae) aus der Unterfamilie der Knotenameisen (Myrmicinae).
Eine Gruppe etwa zwanzig amerikanischer Arten dieser Gattung wird, wegen der schmerzhaft brennenden Stiche, Feuerameisen genannt, darunter die fast weltweit verschleppte Rote Feuerameise (Solenopsis invicta). Die anderen Arten der artenreichen Gattung sind klein und unscheinbar, die Arbeiterinnen selten länger als zwei Millimeter, bei den paläarktischen Arten von 1 bis 2,8 Millimeter. Fast alle leben als „Einmieter“ (Inquilinen) in den Wänden der Nester anderer Ameisenarten, von denen sie Nahrung und Brut stehlen. Sie sind als Diebsameisen bekannt.

## Merkmale
Solenopsis-Arten sind weit überwiegend weißlich bis blass gelblich gefärbt (fast alle  „Diebsameisen“). Die größeren Arten der „Feuerameisen“ sind gelb, rötlich oder bräunlich, sehr selten schwarz, gefärbt. Sie sind überwiegend einfarbig, wenige Arten abgesetzt zweifarbig. Die Arbeiterinnen der Diebsameisen sind untereinander gleich (monomorph), während bei den Feuerameisen unterschiedlich große Arbeiterinnen (Unterkasten) im selben Volk nebeneinander vorkommen. Die Geschlechtstiere (Königinnen und Männchen) sind geflügelt und meist weitaus größer als die Arbeiterinnen.
Wie bei allen Myrmicinae ist der freie Hinterleib (Gaster) bei Solenopsis durch ein „Stielchen“ (Petiolus) vom Rumpfabschnitt abgesetzt, auf das ein zweites, knotenförmig verdicktes Segment (Postpetiolus) folgt, deshalb Knotenameisen genannt. Arbeiterinnen der Gattung sind von verwandten Gattungen anhand folgender Merkmale unterscheidbar:
Die Antennen bestehen aus zehn Segmenten (als sehr seltene Ausnahme nur neun), deren letzte beide als deutliche Keule abgesetzt sind. Ihr Grundglied (Scapus) ist im Regelfall recht kurz, zurückgelegt erreicht es nicht die Kopfhinterecken. Der Kopf trägt immer Komplexaugen, diese sind aber oft sehr klein (bei den Diebsameisen meist nur ein bis fünf Ommatidien). Die Mandibeln tragen vier Zähne (wenige Ausnahmen wie Solenopsis bucki nur drei davon). Der Clypeus trägt zwei Kiele, Frontalkiele sind nie vorhanden. Sein Vorderrand trägt meist zwei Zähnchen in Verlängerung der Kiele, oft ein zweites Paar etwas innerhalb (median), selten ein fünftes, unpaares Zähnchen in der Mitte, diese können selten auch ganz fehlen. Zwischen den Kielen befindet sich mittig am Vorderrand immer ein einzelnes abstehendes Haar oder eine Borste. Selten vereinigen sich die Kiele vorn und grenzen so eine abgesetzte erhöhte mittige Platte ab (ehemalige Gattung Carebarella) Frontalloben seitlich der Antenneneinlenkung sind vorhanden, sie sind meist glatt, selten senkrecht gestreift. Die Maxillartaster sind zweigliedrig, die Labialtaster können zwei- oder eingliedrig sein.
Das Propodeum ist an der Hinterseite abgerundet und zeigt zwar kleinere Unebenheiten, trägt aber keine spitzen Dornen oder Auseckungen. Petiolus und Postpetiolus sind normal ausgebildet, oft ist der Petiolus höher als der Postpetiolus (bei Seitenansicht), aber breiter als dieser (bei Aufsicht). Die Körperoberfläche trägt kurze, abstehende Härchen in je nach Art unterschiedlicher Dichte. Die meisten Arten sind glatt ohne merkliche Skulpturierung des Exoskeletts, gelegentlich sind Kopf, Mesosoma, Petiolus oder Postpetiolus fein gestreift oder etwas rau.
Geschlechtstiere der Gattung sind nur selten bis zur Art bestimmbar. Die Königinnen ähneln in den meisten Merkmalen den Arbeiterinnen. Sie sind immer größer als diese, die Antennen können sowohl zehn wie auch elf Glieder aufweisen. Die Männchen sind nahezu immer größer als die Arbeiterinnen, aber kleiner als die Königinnen. Ihre Antennen bestehen aus 12 bis 13 Gliedern, mit kurzem und dickem (fassförmigen) Scapus, der etwa doppelt so dick ist wie die Glieder der Antennengeißel. Der Clypeus ist abgerundet und merklich angeschwollen. Die Mandibeln sind nur schwach entwickelt, mit einem oder zwei Zähnen.
Die besonders artenreiche südamerikanische Fauna umfasst zahlreiche untereinander äußerst ähnliche Arten, deren Bestimmung und Abgrenzung traditionell problematisch ist. Edward O. Wilson wollte hier 1952 sogar nur noch drei, sehr variable, Arten anerkennen. Weiter kompliziert wird die Sachlage dadurch, dass viele Arten dort, wo ihre Verbreitungsgebiete überlappen (auch durch vom Menschen eingeführte Arten) oft miteinander hybridisieren. Die eigentlichen Feuerameisen bilden eine abgesetzte Klade, die saevissima-Artengruppe, ausgezeichnet durch mehrere Morphen von Arbeiterinnen mit unterschiedlicher Größe, einen langen Scapus und ein langes erstes Glied der Antennengeißel und Königinnen mit gering skulpturiertem Integument, die ein gut entwickeltes mittleres (medianes) Zähnchen am Clypeus-Vorderrand aufweisen.

### Ähnliche Arten
Feuerameisen sind im Habitus leicht mit Vertretern aus der Gattung Monomorium, Dolopomyrmex oder Carebara zu verwechseln, keine von diesen weist allerdings zehngliedrige Antennen mit zweigliedriger Fühlerkeule auf. Kleinere Arten aus der Gattung Carebara besitzen außerdem an der Clypeuskante paarweise angeordnete Haare anstatt eines einzelnen mittig abstehenden Haares. Auch das Propodeum zeigt bei Carebara deutliche Auseckungen oder spitze Dornen.

## Verbreitung
Die Gattung Solenopsis ist weltweit verbreitet auf allen Kontinenten außer Antarktika. Auch auf zahlreichen ozeanischen Inseln kommen Arten vor. Einige südamerikanische Arten, so insbesondere die Rote Feuerameise Solenopsis invicta sind vom Menschen nahezu weltweit verschleppt worden und gelten, auch wegen ihrer schmerzhaften Stiche, als bedeutsame Schädlinge. Auch die tropische amerikanische Solenopsis geminata ist ebenfalls in große Teile der Alten und Neuen Welt verschleppt worden. Diese Art wird allerdings aus den meisten Lebensräumen wieder verdrängt, wenn auch Solenopsis invicta später dort ankommt. Auch die aus Südamerika nach Nordamerika eingeschleppte Solenopsis richteri ist von dieser weitgehend wieder verdrängt worden. In Nordamerika leben außerdem auch indigen weitere Arten, die ebenfalls zu den „Feuerameisen“ (den oberirdisch lebenden Arten der Solenopsis saevissima-Artengruppe) gehören.
Weltweit gibt es über 195 verschiedene Arten (22 davon mit mehreren Unterarten), zudem sind 9 Arten fossil, als Inklusen in Bernstein, beschrieben worden.
Gut 80 Prozent der Arten leben indigen in Südamerika (Neotropis). In der Alten Welt sind die Artenzahlen geringer. Aus Ägypten sind vier Arten bekannt, von der arabischen Halbinsel sechs. In Europa finden sich nur wenige Arten. Häufigste südeuropäische Art ist Solenopsis fugax, wobei die Artengruppe um diese Art taxonomisch problematisch ist, so dass die genaue Artenzahl von der jeweiligen taxonomischen Auffassung abhängt. Nördlich der Alpen ist nur eine einzige Art bekannt, die Gelbe Diebsameise (Solenopsis fugax).

## Lebensweise
Die meisten Arten der Gattung (die „Diebsameisen“) leben in unterirdischen Nestern, die (außer beim Schwärmen der geflügelten Geschlechtstiere) keinen Eingang und keine Verbindung zur Erdoberfläche haben. Die meisten Arten leben im tropischen Regenwald, besonders in Bereichen mit ausgeprägter Streuschicht. Die Art Solenopsis molesta kommt in Südamerika oft auch in Häusern vor, wo sie lästig werden kann. Die meisten Arten werden aber nur selten, bei gezielter Nachsuche nahe der Erdnester anderer Ameisenarten, gefunden. Drei Arten der Gattung sind Inquilinen anderer Solenopsis-Arten. Königinnen einiger Arten können unbefruchtete Eier legen, die als Nahrungsvorrat für Notzeiten dienen (sogenannte „trophische“ Eier). Arten der saevissima-Artengruppe bilden auch oberirdische Erdnester.
Viele Arten werden stark polygyn. Die Koloniegründung erfolgt selbstständig durch eine einzige Königin oder in Pleometrose durch wenige Königinnen. Neue Kolonien können innerhalb weniger Monate bereits aus mehreren tausend Individuen bestehen. Die Nester werden gewöhnlich unter Steinen oder im offenen Feld angelegt. Bei manchen Arten sind die Nester direkt mit fremden Ameisennestern verbunden. Diese Arten leben kleptoparasitär und nutzen die fremden Nahrungsvorräte oder stehlen die Brut. Feuerameisen mindestens der beiden Arten Solenopsis invicta und Solenopsis germinata sind dazu befähigt, Überschwemmungen zu überleben, indem sich die weiblichen Einzeltiere und Larven mit ihren Körpern zu einem Biwakfloß verketten.

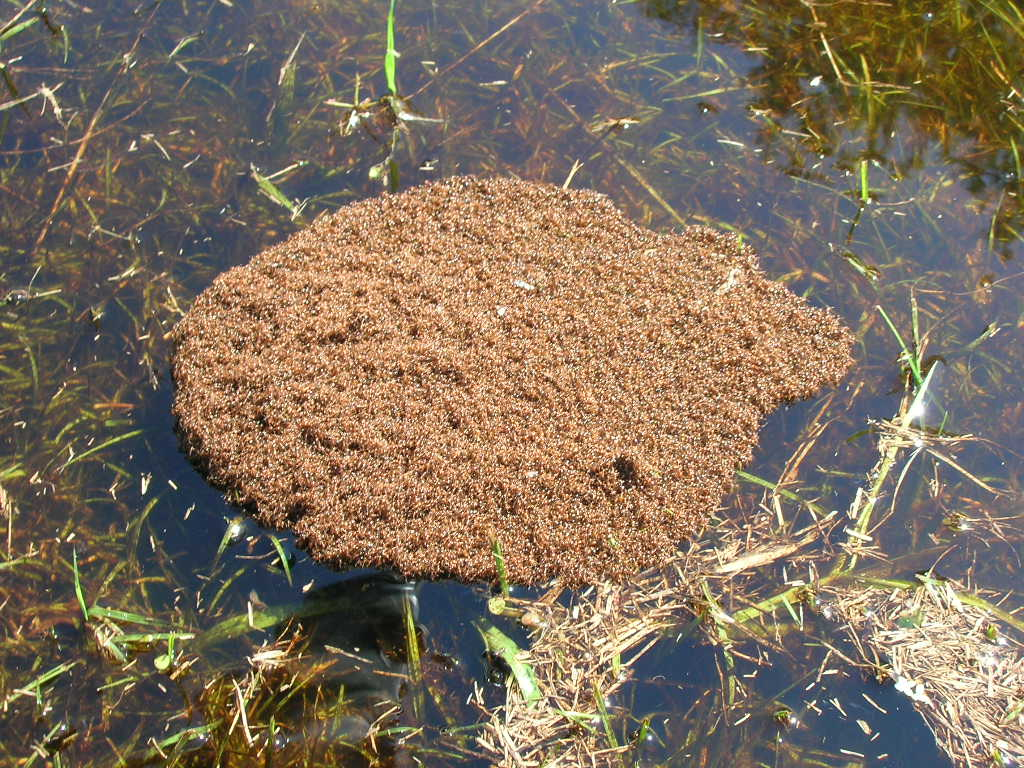
Biwakfloß der Roten Feuerameisen (Solenopsis invicta)

## Stiche
Problematisch wegen der schmerzhaften Stiche sind die „Feuerameisen“ genannten größeren Arten der Gattung Solenopsis, beispielsweise sind dies Solenopsis invicta und Solenopsis geminata insbesondere im Südosten der USA. Die dort indigenen Arten Solenopsis xyloni und Solenopsis aurea verfügen auch über Stichvermögen, sind aber meist unproblematisch. Feuerameisen können trotz geringer Körpergröße effektiv stechen, indem sich die Ameise mit ihren Mandibeln in der Haut festbeißt und, so verankert, zusticht, oft im Halbkreis darum mehrmals. Anders als Bienen- oder Wespenstiche ist der Stich noch nicht im ersten Augenblick schmerzhaft. Neben dem Schmerz wird eine Hautrötung und Juckreiz verursacht, die nach etwa zwei Stunden abklingen. Schlimmer sind die Folgen, wenn der Patient allergisch auf das Gift reagiert. Als Sofortreaktion kann sich ein juckendes Ödem bilden, das eine ganze Extremität betreffen kann und erst nach ein bis zwei Tagen abklingt. Ernsthafte systemische Reaktionen, die dann den ganzen Körper betreffen, treten bei etwa zwei Prozent der Patienten auf. Diese können in Einzelfällen auch tödlich sein. Kreuzreaktionen mit Wespenstich-Allergie sind verbreitet. Das Gift der Feuerameisen besteht zu über 90 Prozent aus Alkaloiden, insbesondere Piperidin-Alkaloiden wie Solenopsin. Für die Allergien verantwortlich sind allerdings darin enthaltene Proteine, die von Sol i 1 bis Sol i 4 durchnummeriert werden. Ihre biologische Funktion ist bisher unbekannt. Stiche der Feuerameise Solenopsis invicta sind weltweit die wichtigste Ursache für ameisenbedingte allergische Reaktionen.

## Taxonomie, Phylogenie, Systematik
Innerhalb der Myrmicinae gehört Solenopsis in eine Artengruppe, die als Tribus Solenopsidini taxonomisch gefasst wird. Sie umfasst etwa 20 Gattungen, unter anderem auch Monomorium (mit der Pharaoameise). Die Zusammengehörigkeit der Gruppe wurde mit molekularen Methoden bestätigt. Die Monophylie der Gattung Solenopsis war allerdings nur dann gegeben, wenn die frühere Gattung Carebarella in diese mit einbezogen wurde, sie wurde daher synonymisiert.

### Arten (Auswahl)
- Gelbe Diebsameise (Solenopsis fugax) (Latreille, 1798)
- Rote Feuerameise (Solenopsis invicta) Buren, 1972
- Solenopsis geminata Fabricius, 1804

### Synonyme
Folgende Namen sind Synonyme für die Gattung Solenopsis:
- Diagyne Santschi, 1923
- Disolenopsis Kusnezov, 1953
- Euophthalma Creighton, 1930
- Granisolenopsis Kusnezov, 1957
- Labauchena Santschi, 1930
- Oedalecerus Creighton, 1930
- Paranamyrma Kusnezov, 1954
- Synsolenopsis Forel, 1918